# Callioplanidae
Famille
Les Callioplanidae sont une famille de vers plats marins, de la super-famille des Stylochoidea (sous-ordre des Acotylea, ordre des Polycladida).

## Systématique

### Famille des Callioplanidae
Le nom valide complet (avec auteur) de ce taxon est Callioplanidae Hyman, 1953.
Callioplanidae a pour synonyme Diplosoleniidae Bock, 1913.

### Liste des genres
Selon la base de données World Register of Marine Species (15 novembre 2023), la famille des Callioplanidae regroupe les genres suivants :
- genre Ancoratheca Prudhoe, 1982
- genre Asolenia Hyman, 1959
- genre Callioplana Stimpson, 1857
- genre Crassiplana Hyman, 1955
- genre Discostylochus Bock, 1925
- genre Kaburakia Bock, 1925
- genre Koinostylochus Faubel, 1983
- genre Meixneria Bock, 1913
- genre Munseoma Bulnes, Faubel & Park, 2005
- genre Neostylochus Yeri & Kaburaki, 1920
- genre Okakarus Holleman, 2007
- genre Parastylochus Bock, 1913
- genre Tokiphallus Faubel, 1983
- genre Trigonoporus Lang, 1884

Synonymes, reclassements
- le genre Aotearoa Holleman, 2007 devient Okakarus Holleman, 2007
- le genre Discosolenia Freeman, 1933 devient Koinostylochus Faubel, 1983
- le genre Meixueria Beauchamp, 1961 est Meixneria Bock, 1913 (erreur typographique)